# جيك ألين
جيك ألين هو لاعب هوكي الجليد كندي، ولد في 7 أغسطس 1990 في فريدريكتون في كندا.

## وصلات خارجية
- جيك ألين على موقع دوري الهوكي الوطني (الإنجليزية)
- جيك ألين على موقع EliteProspects.com (الإنجليزية)
- جيك ألين على موقع Eurohockey.com (الإنجليزية)
- جيك ألين على موقع HockeyDB.com (الإنجليزية)
- جيك ألين على موقع Hockey-Reference.com (الإنجليزية)